# Cerros de Challaloma y Cóndor Samaña
Cerros de Challaloma y Cóndor Samaña, cuyo nombre oficial es Área Protegida Municipal Cerros de Challaloma y Cóndor Samaña, es una de las 22 áreas protegidas del municipio de La Paz. Se trata de formaciones geológicas ubicadas en el municipio de Nuestra Señora de La Paz, en el departamento de La Paz de Bolivia. Es administrado por el Gobierno Autónomo Municipal de La Paz, está ubicada en el Macrodistrito Cotahuma, Mallasa y Sur. Tiene una extensión de 938,96 hectáreas.
Sus pisos ecológicos son valles secos y puna, con una altura de 3.200 - 4.060 m.s.n.n.m. 

## Nivel de protección
- Ley Nacional N° 2305/2001.
- Decreto Supremo N° 28491/2005.
- Resolución Prefectoral N° 372/1999.
- Ordenanza Municipal N° 259/2015. (elevado a rango de Ley Municipal Autonómica mediante LMA N° 238/2017).
- Ordenanza Municipal N° 147/2000 HAM – HCM 117/2000.

## Atractivos
- Ecoturismo.
- Escalada de roca.
- Flora nativa y fauna silvestre.
- Aviturismo.
- Trekking.
- La formación rocosa más relevante según el Gobierno Autónomo Municipal de La Paz es el Peñón y las Alas del Deseo u Hoja Chica.
- Camino del Águila.
- Ciclismo de montaña.

## Amenazas
- Uso de suelos para urbanizaciones con alto riesgo de deslizamiento según el Gobierno Municipal Autónoma de La Paz.
- Problemas de límites territoriales entre municipios.
- Residuos sólidos.